# Emmanuel Goldstein
Emmanuel Goldstein este un personaj fictiv al romanului O mie nouă sute optzeci și patru scris de către George Orwell în anul 1948. Goldstein joacă rolul principalului inamic al statului totalitar condus de Partid, fiind descris ca șeful unei misterioase (eventual, fictive) organizații numită „Frăția” și cu o carte publicată numită „Teoria și Practica în Colectivismul Oligarhic”. El este văzut și auzit doar la tele-ecran în timpul „Celor două minute de ură”.

## Personajul
În roman, evreul Goldstein este un personaj despre care se zvonea că a fi un fost membru de vârf al Partidului împreună cu un asociat pe nume „Fratele cel Mare”, dar care au rupt rupt orice legătură, iar Goldstein urmând să înființeze „Frăția”. Aparent, mișcarea de rezistență este organizată în celule, fiecărui membru îi este recomandat în a citi Cartea sau după numele întreg: Teoria și Practica în Colectivismul Oligarhic. Goldstein mereu este subiectul principal în „Cele două Minute de Ură”, un program zilnic ce începe la ora 11:00 dimineața, unde o imagine a lui Goldstein este afișată pe tele-ecran iar mulțimea trebuie să exprime un dispreț dus la extrem prin urlete și/sau jigniri la adresa lui.
Romanul indică dar nu răspunde întrebărilor dacă Goldstein sau „Frăția” ar exista cu adevărat. Când O' Brien a fost întrebat de către Winston Smith dacă „Frăția” există primește următorul răspuns: 
„Winston: -Dar Frăția - ea există?
O'Brien: Asta, Winston, nu vei ști niciodată. Chiar dacă ne hotărâm să te eliberăm, după ce terminăm  cu tine, și chiar dacă trăiești până la o sută de ani, tot nu vei afla niciodată dacă răspunsul la această întrebare este da sau nu. Toată viața va rămâne o ghicitoare fără soluție pentru tine.”
O' Brien susține că volumul lui Goldstein a fost scris de către conducerea Partidului, inclusiv el ar fi participat, dar această afirmație a pornit de la întrebările despre Goldstein și „Frăție” adresate de către Winston Smith în timp ce acesta era închis în închisoare și torturat, putând la fel de bine să fie o minciună pentru a-l deruta pe Smith.
Cititorul poate presupune că opoziția „Fratelui cel Mare” — și anume, Goldstein, crează un conflict psihologic necesar în scopul de a distrage atenția mulțimii, să unească și să concentreze furia oamenilor din Oceania în altă direcție decât cea a „Fratelui”. În concluzie Goldstein servește drept țap ispășitor în favoarea regimului totalitar prezent în anul 1984.

## Potențială sursă de inspirație

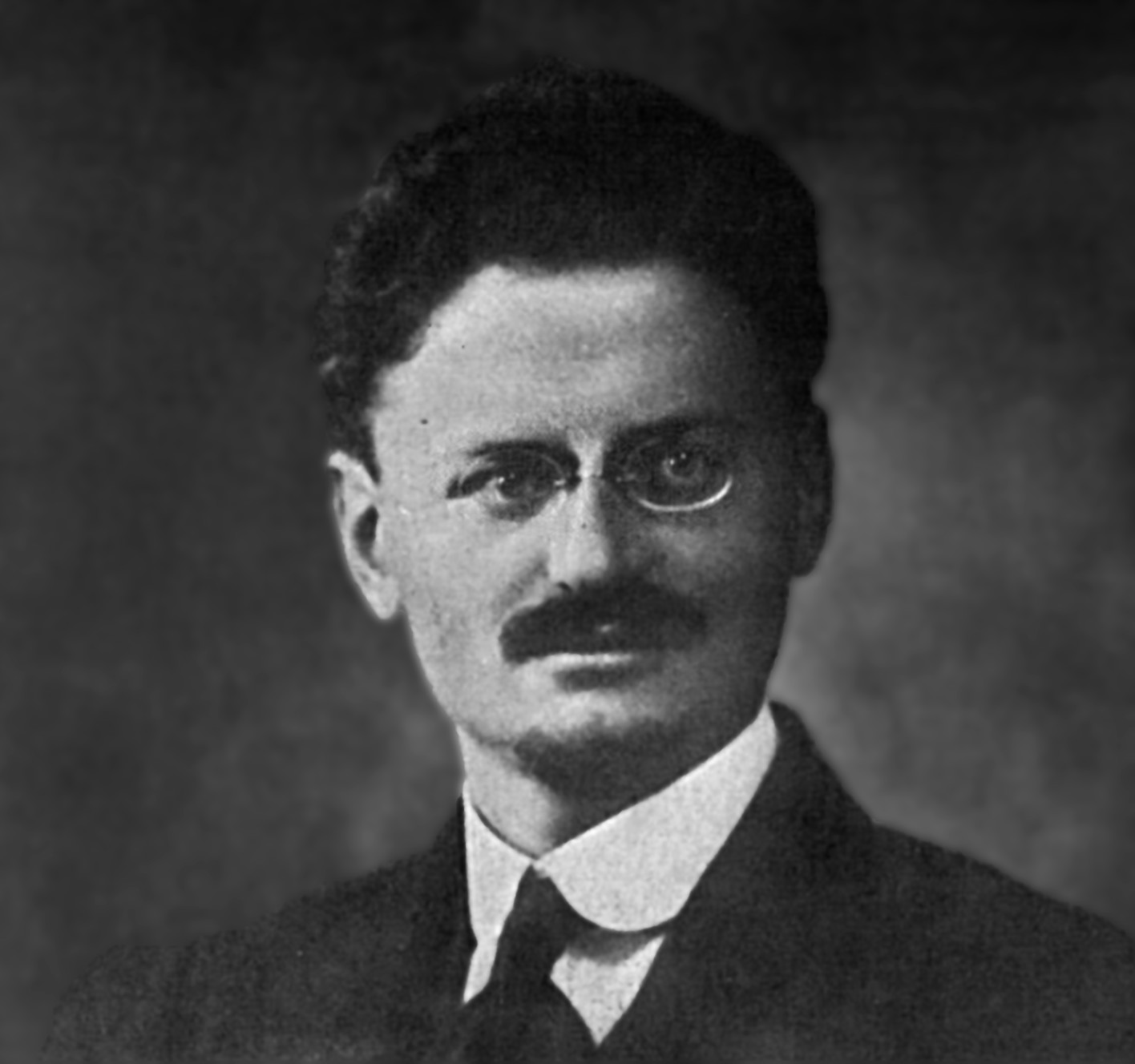
Troțki în 1918

Nu la mult timp după apariția romanului
un număr de critici literari au observat că biografia, aspectul, stilul de scris, și gândirea politică a lui Emmanuel Goldstein semăna cu cea a lui Leon Trotsky. Născut Leib Bronștéin, Troțki a fost un asociat al revoluționarului rus Lenin și, mai târziu, șeful rival al lui Stalin, acesta din urmă defăimând-l și numindu-l pe Troțki drept „trădător” îl expulzează din Uniunea Sovietică în anul 1927. În exil, Troțki a scris cartea „Revoluția Trădată”, făcând-i reclamă negativă lui Stalin și Uniunii Sovietice. În timpul Marii Epurări din anii 1930, Stalin împrăștia informații despre Troțki ca fiind instigator a tuturor actelor de sabotaj petrecute până atunci. În anul 1940 Troțki a fost ucis în Mexic de către agentul Ramon Mercader.
În 1954, Isaac Deutscher, a scris că volumul lui Goldstein a fost conceput ca să „parafrazeze” cartea „Revoluția Trădată”.
În 1956, Irving Howe a descris cartea lui Goldstein ca fiind un răspuns al volumui „Revoluția Trădată”, spunând că cele mai bune părți din romanul lui Orwell par a imita modul de gândire al lui Troțki. Criticul Adrian Wanner a scris o colecție de eseuri editată de Harold Bloom, unde scria că volumul lui Goldstein este de fapt o parodie a „Revoluții Trădate”, menționând că Orwell ar fi fost profund ambivalent în legătură cu Troțki. Orwell a scris de Troțkism că:
„Faptul că trotkiștii sunt peste tot o minoritate persecutată și că acuzațiile se fac, de obicei, împotriva lor, i. e. de colaborare cu fasciștii, este evident falsă, creează o impresie că troțkismul este superior intelectual și moral față de comunism; dar este incert dacă există o mare diferență.”

## Comparații contemporane

### Richard Nixon
Decizia președintelui Richard Nixon de a merge în China (considerată drept dușman în timpul Războiului Rece), ca agent diplomat a născut multe comparații cu Emmanuel Goldstein, referitor la schimbarea alianțelor dintre cele trei superputeri în romanul lui George Orwell. Mediatizarea excesivă a scandalului Watergate poate fi asociată cu focalizarea lui Goldstein în „Cele Două Minute de Ură”.

### Osama bin Laden
Goldstein a fost, de asemenea, comparat cu Osama bin Laden, fostul lider al grupării Al-Qaeda:
„Goldstein este personajul Osama Bin Laden din romanul lui Orwell, o persoană extrem de evazivă, care nu este văzută niciodată, niciodată capturată, dar crezată de conducerea Oceaniei că este încă în viață și își găsește conspirațiile: poate undeva dincolo de mare, sub protecția unor șefi străini. Din moment ce Goldstein nu este niciodată capturat, lupta împotriva crimelor sale, a înșelătoriilor, a sabotajelor nu trebuie să se încheie niciodată.”
Trasând paralele între Goldstein și bin Laden la o săptămână după atacurile de la 11 septembrie 2001, Profesorul William L. Anderson de la Universitatea de Stat Frostburg a scris un articol de ziar pentru LewRockwell.com intitulat „Osama și Goldstein”.
Savantul juridic Cass Sunstein a scris în anul 2009 cartea „Worst-Case Scenarios” unde a inventat termenul de „Goldstein Efect”, descris ca fiind „capacitatea de a intensifica interes public, oferindu-i o certă față de adversar; care arată o sursă umană drept amenințare." Potrivit lui Sunstein, Războiul împotriva Terorismului din partea SUA a asociat extrem de puternic actele terorismului cu Bin Laden, indignarea s-a intensificat în mod similar în romanul Nouăsprezece Optzeci și Patru. Cu toate acestea, el a subliniat, de asemenea, cazuri asemănătoare cu Saddam Hussein și George W. Bush (într-o măsură mai mică).

### Hillary Clinton
În Statele Unite ale americii unii comentatori cu înclinații de stânga au arătat că Hillary Clinton ar fi folosită de forțele de dreapta în a distrage atenția electoratului prin știri false și a unifica consumatorii de mass-media împotriva unui inamic comun:
„Lipsa de informații într-un caz care ar putea avea consecințe majore pentru președinte, a enervat pe mulți actuali și foști consilieri ai lui Trump, ei concentrându-și furia asupra modului în care informațiile s-au scurs și asupra unei ținte permanente: Hillary Clinton.”

### Altele
Hackerul Eric Corley⁠(en)[traduceți] a folosit numele lui Emmanuel Goldstein drept pseudonim.
În filmul Hackerii, Matthew Lillard joacă un personaj pe nume Emmanuel Goldstein, care face trimitere la 1984 cu replica: „1984? Da, corect. Asta e o greșeală de tipar.”